# 1897 au Nouveau-Brunswick
Chronologie du Nouveau-Brunswick
- 1893
- 1894
- 1895
- 1896
- 1897
- 1898
- 1899
- 1900
- 1901

Cette page concerne des événements survenus en 1897 dans la province canadienne du Nouveau-Brunswick.

## Événements
- 16 juin : inauguration du Monument Lefebvre à Saint-Joseph.
- 29 octobre : Henry Robert Emmerson devient premier ministre du Nouveau-Brunswick.

## Naissances
- 3 février : Joseph-Gaspard Boucher, député
- 25 mai : Jim Riley, joueur de hockey
- 3 juin : George Carroll, joueur de hockey sur glace
- 6 juillet : Charles Gorman, patineur de vitesse
- 23 septembre : Walter Pidgeon, acteur

## Décès
- 7 juillet : Auguste Renaud, député.
- 15 décembre : James Mitchell, premier ministre du Nouveau-Brunswick[1].